# مالون (فلوریدا)
مالون (به انگلیسی: Malone) شهرکی در شهرستان جکسون ایالت فلوریدا است که در سال ۱۹۱۱ بنیان‌گذاری شده‌است. این شهرک طبق سرشماری سال ۲۰۱۰ میلادی، ۲٬۰۸۸ نفر جمعیت داشته و مساحت آن نیز ۸٫۱ کیلومتر مربع است.